# 波号第二百十八潜水艦
波号第二百十八潜水艦（はごうだいにひゃくじゅうはちせんすいかん）は、日本海軍の未成潜水艦。波二百一型潜水艦の18番艦。戦後遭難し、のち解体された。

## 艦歴
マル戦計画の潜水艦小、第4911号艦型の18番艦、仮称艦名第4928号艦として計画。1945年6月8日、佐世保海軍工廠で起工。
7月2日進水し、波号第二百十八潜水艦と命名されて波二百一型潜水艦の18番艦に定められ、本籍を佐世保鎮守府に定められる。7日、艤装員事務所を佐世保海軍工廠内に設置し事務を開始。
終戦時未成。8月17日、工事中止が発令され工程90%で工事中止。のち悪天候のため浸水し、佐世保港内で着底した。
1946年10月から12月にかけて、佐世保船舶工業で解体された。

## 艤装員長
1. 細見弘明 大尉：1945年7月8日 - 1945年8月15日